# Комари (Крешево)
Комари је насељено место у Босни и Херцеговини у општини Крешево. Административно припада Федерацији Босне и Херцеговине, односно њеном Средњобосанском кантону. Према попису становништва из 2013. у насељу је било 50 становника, а већинску популацију чинили су Хрвати.

## Становништво
По последњем службеном попису становништва из 2013. године у овом насељу живело је 50 становника, а село је било етнички хомогено са већинском хрватском  популацијом.
| Националност | 2013. | 1991.       | 1981.       | 1971.       |
| Хрвати       | —     | 99 (99,00%) | 48 (90,57%) | 52 (100,0%) |
| Југословени  | —     | 0           | 0           | 5 (9,43%)   |
| остали       | —     | 1 (1,00%)   | 0           | 0           |
| Укупно       | 50    | 100         | 53          | 52          |